# Несколько дней из жизни И. И. Обломова
«Не́сколько дней из жи́зни И. И. Обло́мова» — советский художественный полнометражный двухсерийный цветной фильм, снятый Никитой Михалковым на киностудии «Мосфильм» в 1979 году по мотивам романа И. А. Гончарова «Обломов».

## Сюжет
Сюжет фильма имеет отличия от сюжета книги.
Главный герой — Илья Ильич Обломов, владелец небольшого имения — вечно проводит время в праздности, преимущественно предаваясь сну и безделью. Изменить стиль его жизни периодически пытается Андрей Иванович Штольц, друг детства, активный и жизнерадостный мужчина. Он один в состоянии заставить его выйти из дома, отказаться от вредных привычек, «начать жить». В одном из своих визитов Штольц представляет товарища своим знакомым — семейству Ильинских. Вскоре Штольц уезжает за границу и поручает Ольге Ильинской взять Обломова под свою опеку. Летом Ильинские переезжают за город, Обломов снимает дачу рядом с ними. Ольга и Обломов много времени проводят вместе, между ними возникает чувство. Девушка ждёт от Обломова твёрдости духа и даже отказывает пожилому барону, который сватался к ней. Илья Ильич, будучи человеком противоречивым и очень чувствительным, проявляет нерешительность. Вернувшийся из-за границы Штольц при встрече с Обломовым сообщает ему, что полностью в курсе его отношений с Ольгой. 
В финале закадровый голос сообщает, что впоследствии Обломов переехал на Выборгскую сторону, сблизился с хозяйкой дома, Агафьей Пшеницыной, и женился на ней, а через семь лет умер от апоплексического удара. В браке с Пшеницыной у Обломова родился сын, названный в честь друга Андреем. Ольга же вышла замуж за Штольца, и после смерти Обломова они взяли его сына на воспитание. Завершает всё тихая сцена в летнем загородном доме четы Штольцев, вызывающая сомнение в их взаимном счастье, и маленький Андрюша, бегущий по полю навстречу родной матери.

## В главных ролях
- Олег Табаков — Илья Ильич Обломов, коллежский секретарь, дворянин, помещик
- Юрий Богатырёв — Андрей Иванович Штольц, надворный советник, дворянин, друг детства Обломова
- Андрей Попов — Захар, слуга Обломова
- Елена Соловей — Ольга Сергеевна Ильинская, дворянка с небольшим родовым имением, сирота, воспитываемая тёткой
- Авангард Леонтьев — Иван Алексеевич Алексеев, друг Обломова

## В ролях
- Андрей Разумовский — Илья Обломов в детстве
- Олег Козлов — Андрей Штольц в детстве
- Елена Клещевская — Катя, горничная Ольги
- Галина Шостко — Марья Михайловна, тётка Ольги
- Глеб Стриженов — барон фон Лангваген
- Евгений Стеблов — Илья, отец Обломова, помещик
- Евгения Глушенко — мать Обломова, помещица
- Николай Пастухов — Иван Богданович, отец Штольца (озвучил Николай Губенко)
- Александр Калягин — Михей Андреевич Тарантьев (роль была удалена при монтаже)[1]

### В эпизодах
- Олег Басилашвили — господин в Петербурге, показавший Обломову язык
- Руслан Ахметов — предводитель турок в Петербурге
- Леонид Харитонов — Лука Саввич, гость у Обломовых
- Виктор Гоголев — слуга барона фон Лангвагена
- Любовь Соколова — дворовая, провожающая юного Штольца в Москву
- Нонна Терентьева — девушка, гостья Ольги в саду
- Игорь Кашинцев — дворовый, провожающий юного Штольца в Москву
- Николай Бурляев — молодой человек, гость Ольги в саду
- Павел Кадочников — Павел Петрович, Его Превосходительство министр
- Александр Овчинников
- Николай Теньгаев
- Вера Новикова
- Эрнст Романов — секретарь министра Павла Петровича
- Михаил Дорофеев — Алексей Наумович, гость у Обломовых
- Николай Горлов — старик, крепостной Обломовых
- К. Михайлова
- Федя Стуков — Андрюша, сын Агафьи Пшеницыной и Ильи Ильича Обломова
- Анатолий Ромашин — текст от автора

### Не указанные в титрах
- Никита Михалков — сановный господин в Петербурге
- Александр Адабашьян — сановный господин в Петербурге
- Людмила Гурченко — нянька Илюши Обломова
- Виталий Комиссаров — молодой человек, гость Ольги в саду
- Юрий Комиссаров — молодой человек, гость Ольги в саду
- Яна Друзь — девушка, гостья Ольги в саду
- Ирина Александрова — девушка, гостья Ольги в саду
- Ольга Викланд — дама с книгой
- Анна Гуляренко
- Надежда Репина
- Геннадий Матвеев — дворовый в имении Обломовых
- Любовь Студнева — няня Ильюшеньки Обломова
- Сергей Баталов — дворовый в имении Обломовых
- Александр Титов — провожающий юного Штольца в Москву

## Факты
- В фильме использована музыка Беллини, Сергея Рахманинова.
- Усадьба Пестовых в деревне Сенькино Серпуховского района, Московской области выступила в роли дома Ольги Ильинской[2].
- Некоторые эпизоды были сняты в деревне Старая Басань Бобровицкого района, Черниговской области (Украина)[3].